# St-Martin (La Ferté-Gaucher)

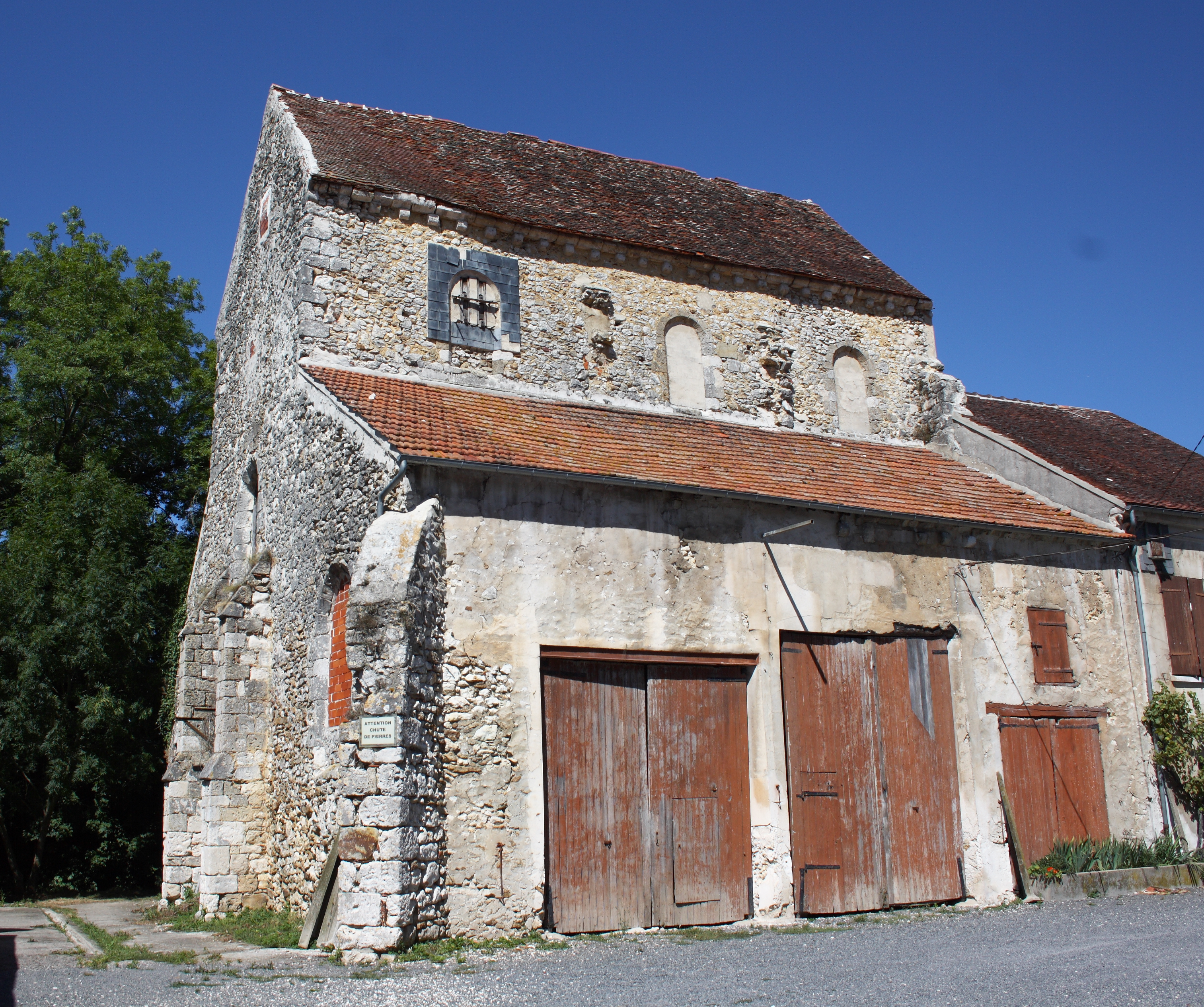
Kapelle Saint-Martin in La Ferté-Gaucher

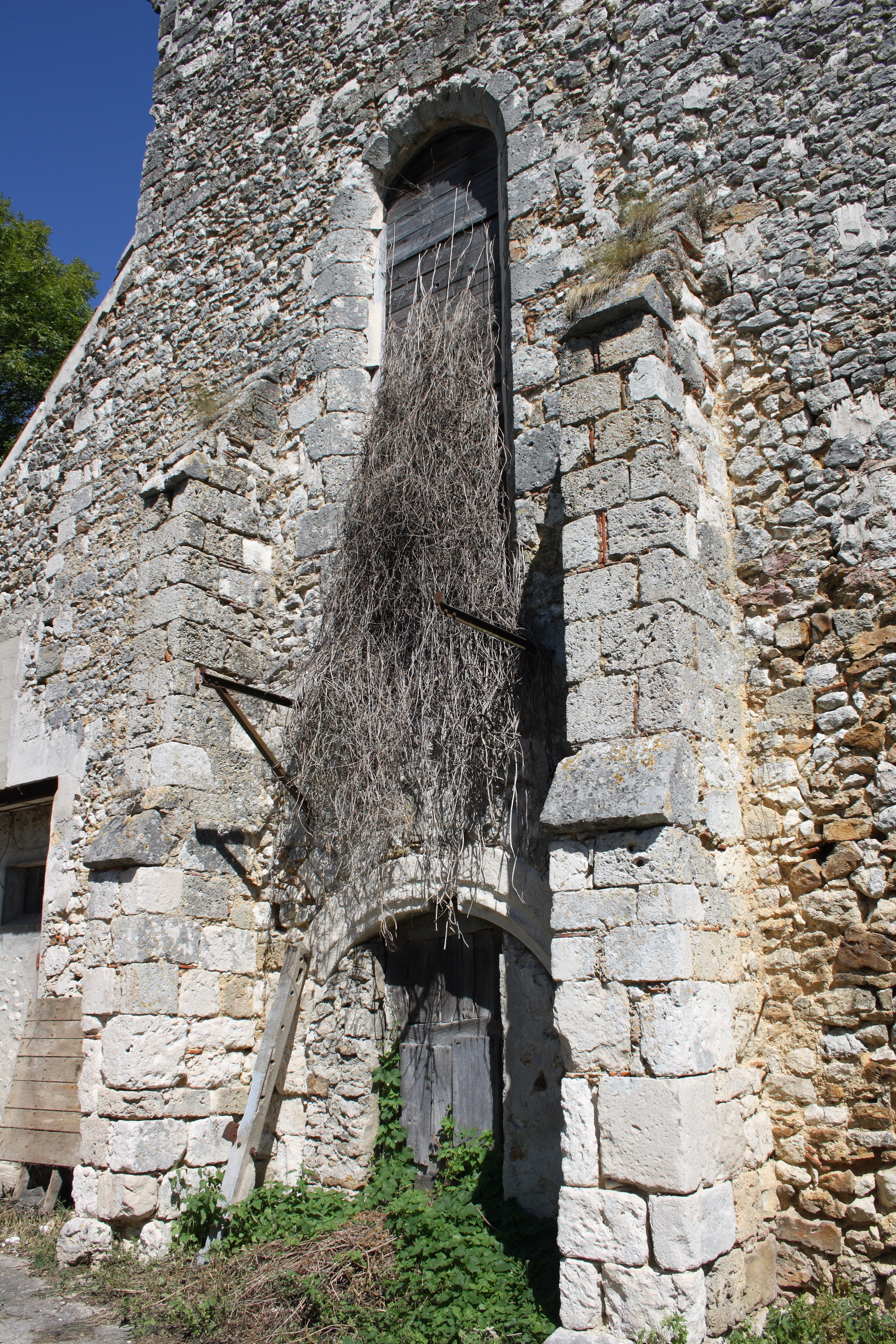
Westfassade mit Eingang

Die Kapelle Saint-Martin in La Ferté-Gaucher, einer französischen Gemeinde im Département Seine-et-Marne in der Region Île-de-France, wurde im 11. Jahrhundert errichtet. Die profanierte Kapelle an der Rue du Prieuré steht seit 2004 als Monument historique auf der Liste der Baudenkmäler in Frankreich.
Die Kapelle gehörte zu einem ehemaligen Priorat, das im 11. Jahrhundert gegründet und während der Revolution aufgehoben wurde. Das Priorat besteht aus einem Bauensemble mit Kapelle, Zehntscheune, Manoir und Nebengebäuden. Es liegt geschützt zwischen zwei Armen des Grand Morin.
Die romanische Kapelle mit drei Jochen und zwei kleinen Seitenschiffen wurde 1865 in eine Scheune umgebaut.